# I. Adalbert mainzi püspök

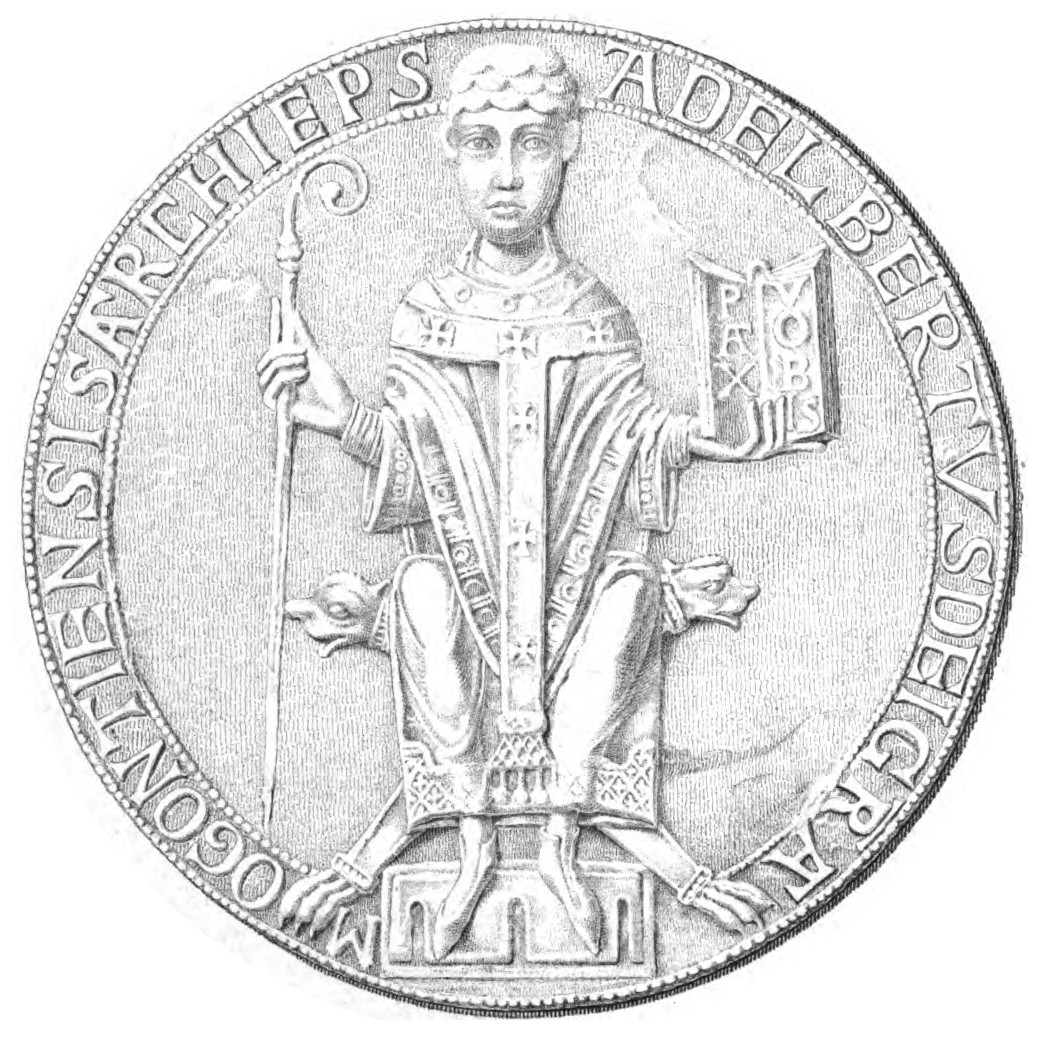
Adalbert pecsétje

I. Adalbert (? – 1137. június 23.) mainzi érsek 1111-től haláláig.
Adalbert V. Henrik német-római császár kancellárja volt, és 1111-ben Henriket római útjára is elkísérte. Itt kezdetben Henriket II. Paszkál pápa elfogatására biztatta, azonban nemsokára átpártolt a pápai párthoz és kiátkozta a császárt, ezért a kúria 1118-ban legátussá nevezte ki őt. Később ismét a császár oldalára állt, és feltalálta azt a formulát, amely a wormsi konkordátum alakjában, 1122-ben véget vetett az invesztitúraküzdelemnek.
Henrik utóda, III. Lothár német-római császár alatt Adalbert befolyása lecsökkent. 1137-ben hunyt el, Mainz városa azonban tisztelettel emlékezett meg róla, ugyanis a város tőle kapta 1118-ban legfontosabb kiváltságlevelét.